# Castelhano equato-guineense

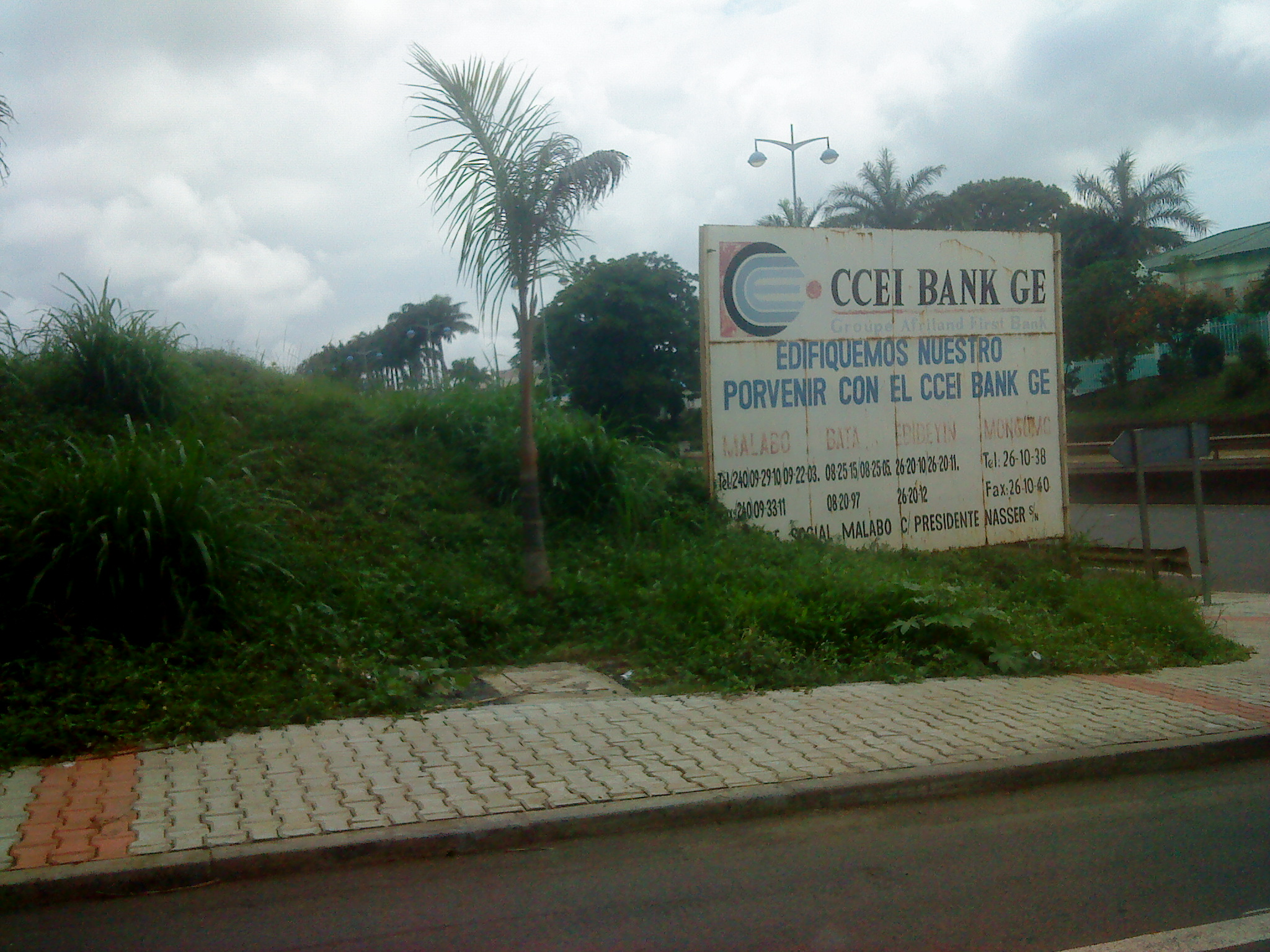
placa de rua em Malabo

O castelhano equato-guineense (em castelhano: español ecuatoguineano) é um dialeto castelhano falado na Guiné Equatorial. Este é o único dialecto castelhano oficial na Àfrica sub-saariana. É falado por cerca de 89% da população ou 447 000 pessoas (Nota: os valores para a população neste país têm um elevado grau de desconfiança), dos quais cerca de 10% o falam como língua materna.

## Comparação com o dialeto caribenho do castelhano
De acordo com John Lipski, uma comparação entre o castelhano falado na Guiné Equatorial e o das Caraíbas, não denota uma influência de línguas africanas, tese contrária a algumas teorias passadas. Ambas as variantes do castelhano são esmagadoramente diferentes. A principal influência no castelhano falado na Guiné Equatorial parece ser as variedades faladas pelos colonizadores nativos espanhóis. Noutro ensaio, contudo, Lipski admite que as fonotáticas das línguas africanas possam ter reforçado na redução de consoantes caribenha que já decorria no espanhol do sul de Espanha.

## Uso
13,7% falam espanhol com domínio nativo e geralmente têm mais de 40 anos. A maioria, outros 74% falam como segunda língua, já que o espanhol padrão é ensinado nas escolas. Dos 12,3% restantes, seu nível de espanhol é desconhecido, pois precisam de programas de alfabetização. Isso se traduz no fato de que a maioria da população (cerca de 88%) pode falar o espanhol local, mas apenas cerca de 10-15% tem um alto nível de proficiência.

## Expectativas
Embora o espanhol esteja vigoroso na Guiné Equatorial, corre o risco de perder importância ou mesmo de desaparecer devido à influência do francês, inglês e português. Inglês, pela presença de empresas petrolíferas norte-americanas, Francês, porque os países vizinhos são francófonos, Português por causa da proximidade com Angola e São Tomé e Príncipe.
Em 2009, a Real Academia Espanhola incluiu 5 membros da Guiné Equatorial na sua equipe acadêmica.
Desde 2009, a Guiné Equatorial é um membro associado da Conferência Ibero-Americana, e espera-se que seja logo um membro pleno, de fato. É também membro da Organização dos Estados Ibero-americanos.
Em 29 de abril de 2013, durante a Quarta Reunião do Conselho Interministerial do Governo da Guiné Equatorial, o Primeiro Ministro do Governo, Vicente Ehate Tomi, o Segundo Vice-Primeiro Ministro, Alfonso Nsue Mokuy, e o diretor-chefe de Informação, Imprensa e Rádio, Agustín Nze Nfumu, anunciaram o decreto conjunto de criação de uma comissão para uma futura Academia Equato-guineana da Língua Espanhola como entidade regulamentadora da variante hispânica local.
O Presidente da Guiné Equatorial, Teodoro Obiang Nguema Mbasogo, criou em outubro de 2013 a Academia Equato-guineana da Língua Espanhola, durante um comunicado conjunto com o diretor da Real Academia Espanhola, José Manuel Blecua Perdices,; na data foi anunciado também que pela primeira vez o Dicionário RAE conteria termos do espanhol da Guiné. A escritora, linguista e intelectual Morgades Besari tornou-se a imortal número um da academia. Em abril de 2014 Teodoro Obiang foi convidado para dar uma conferência sobre o espanhol na África no Instituto Cervantes de Bruxelas.

### Mídia
Em 31 de maio de 2011, a Guiné Equatorial começou a transmitir o primeiro canal de televisão africano 24 horas em espanhol com cobertura mundial, a TVGE internacional, que transmite via satélite ou através de seu site Internet

## Descrição

### Fonologia
Os primeiros estudos mais ambiciosos sobre a forma do foi falado na Guiné Equatorial, devem-se a Castillo Barril (1964, 1969). Nesses estudos, o autor conclui que o espanhol falado pelos diferentes grupos étnicos na Guiné Equatorial diferiam porque as língua bantus, os pidgins ou crioulos por eles falados, transferem características diferentes do espanhol falado pelos guineenses equatoriais que na época era geralmente uma segunda língua. Por exemplo, os Fá d'Ambô são yeistas e Seseístas (não diferenciam, como os falantes de espanhol das Américas, os sons de C de S), os Fang tendem a simplificar os ditongos (bueno > ] bono) e os "praianos" ou Ndowé praticam o lenição ocasional / k /> [x] ou [h].
Entre as características que podem ser encontradas em diferentes variedades de espanhol guineense temos:
- Há ausência total do múltiplo fonema vibrante " rr ", tornando-o "caro" e "carro" homófonos.
- Os fonemas são articulados como oclusivos em todos os contextos fonéticos, nunca como em outras variedades de espanhol.
- Frequentemente / d / é articulado como simples vibrante [ɾ]. >
- Os fonemas / p, t, k / podem ser sonorizados, transformando-os em [b], [d] e [g] respectivamente, especialmente após a nasal.
- O fonema do /  ʎ / é fracamente articulado ou perdido: botea.
- O / x / pode variar de velar [x] a uma aspirada [h].
- A / f / articula bilabialmente [φ] ou se torna [θ].
- É feita uma distinção entre / θ / (escrito "z" ou "ce, ci") e / s /: casa ['kas'], caça [' kaθa'], como no dialeto castelhano peninsular do norte, embora o seseo também seja observado assimilando tanto à consoante fricativa alveolar surda /s/.
- Palavras são ditas com separação bem marcante entre si.
- A maior parte do grupo étnico Bubi pronuncia o "r" guturalmente [ʀ], como o som da inicial "r" em francês.
- A maioria Ndowé troca o "g" e o "j" por exemplo em vez de "jugar" tendem a dizer "gujar".

## Gramática
Verifica--se:
- Extensão do uso feminino.
- Omissões do artigo.
- Os usos de "tu" e "você" são trocados.
- Uso redundante e uso diferenciado de pronomes e preposições reflexivas.
- Uso frequente do gerúndio e mistura dos modos indicativo e subjuntivo.
- A segunda pessoa do plural é usada como na Espanha peninsular ("vós" e suas conjugações), embora "vocês" também seja usado.
- Uso particular da preposição  in  para marcar um endereço locativo:  Eu estou indo para Bata  'Eu vou para Bata'. Esse uso também se vê no Português Angolano.